# 武田三郎
武田三郎（たけだ さぶろう、1915年〈大正4年〉 - 1981年〈昭和56年〉11月6日）は、日本の版画家。

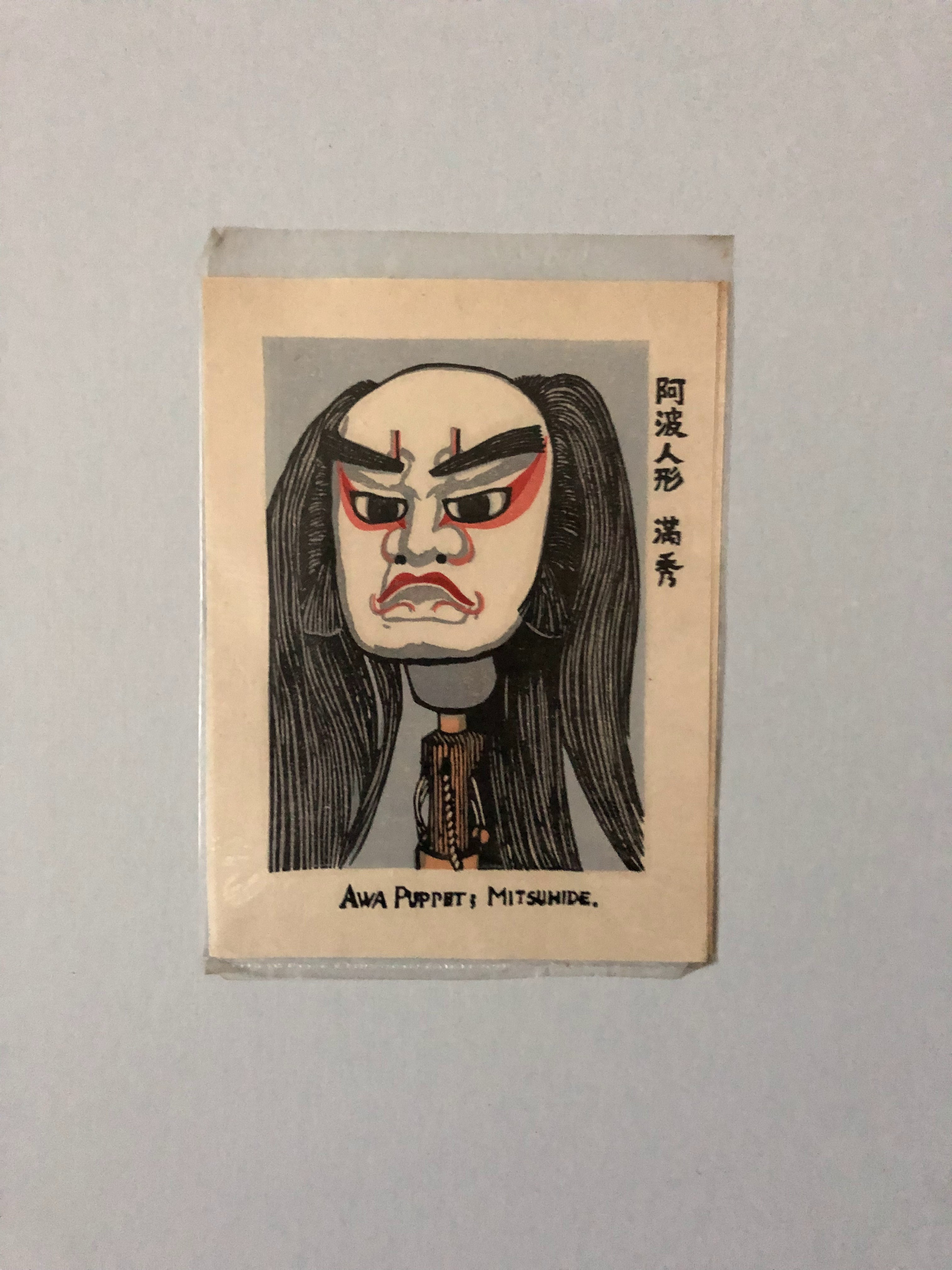
武田三郎氏の作品

香川県仲多度郡多度津町を中心に活動した版画家。
学生時代、平塚運一や畦地梅太郎に学び、棟方志功とも交流があった。
四国の山を深く愛し、地元の風景を描いた温かみのある作品を多数発表した。
また、自治体の広報誌『広報たどつ』『広報まるがめ』の表紙を飾っていた。

## 経歴
1915年（大正4年）香川県に7人兄弟の3男として生まれる。
1933年（昭和8年）法政大学入学中平塚運一や畦地梅太郎に学ぶ。
1938年（昭和13年）日本版画協会展に出品して入選。
1943年（昭和18年）『四国の山』を発表。
1952年（昭和27年）日本版画協会会員となる。
1955年（昭和30年）棟方志功に招かれ日本版画院に出品。
1970年（昭和45年）日本版画院・香川支部長就任。
2017年（平成29年）『武田三郎の版木と関係資料』が多度津町指定文化財となる。

## 関連リンク
- 武田三郎公式サイト
- 多度津町立史料館